# Abbaye Notre-Dame d'Hénin-Liétard
L'abbaye Notre-Dame d'Hénin-Liétard, ou Henniadum Lietardi ou Hennin-Liétard ou Notre-Dame sous Evrin ou Saint-Martin, est une ancienne abbaye de l'ordre de Saint-Augustin fondée au VIIe siècle par saint Aubert.

## Faits historiques
- Saint Aubert, évêque d'Arras et de Cambrai, vint prêcher la parole de Dieu vers le milieu du VIIe siècle, la conversion des Hénininois s'ensuivit et valut le puissant appui de saint Aubert. Une église fut construite sous l'invocation de saint Martin.
- Vers 1040, Robert II de Béthune, avoué d'Arras, en accord avec Gérard Ier, évêque de Cambrai, établit douze chanoines à Hénin[4].
- En 1094, les chanoines embrassèrent la règle de saint Augustin[5].
- Au XIIe siècle, l'abbaye possède l'essentiel de ses droits confirmés par l'archevêque de Reims, le Saint-Siège et le Roi.
- Les XIVe et XVe siècles ruinent l'abbaye par les guerres et les épidémies ainsi que la gestion déplorable de plusieurs abbés.
- En 1533, Anne de Ranchicourt porta en mariage la terre d'Hénin-Liétard, avec celle de Divion, de Gouy, de Rouy, de Mesnil, de Furnes, de Wasquehal à Guy de Bournonville.
- 6 juin 1794, le directoire du département du Pas-de-Calais ordonne qu'en exécution de la loi du 20 mai 1794, l'abbaye d'Hénin-Liétard soit supprimée et que les religieux se réunissent avant le 1er juillet aux Bernardins de la maison de Cercamp[6]. Le 23 juillet 1793, trois charrettes emmènent les chartes, livres, manuscrits, titres et papiers au district d'Arras où ils furent brûlés publiquement le soir même en exécution de l'arrêté du directoire.

## Biens de l'abbaye
Dans la région, l'abbaye possédait de nombreux prieurés, tels que celui constitué par l'abbaye de Villers-au-Bois.
L'ancien refuge de l'abbaye d'Hénin-Liétard à Arras fait l’objet d’un classement au titre des monuments historiques, depuis le 23 novembre 1946.Un second refuge fondé en 1623 est situé à Douai, rue des Vierges, aujourd’hui transformé en habitation privée.

## Prieurs et abbés
- une liste des abbés est reprise en page 324 dans l'histoire de l'Abbaye et de l'ancienne congrégation des chanoines réguliers d'Arrouaise : avec notes critiques, historiques & diplomatiques - 1786 - édité chez L. Danel - archive de l'université du Michigan - numérisé par Google Books

## Personnages liés à l'abbaye
- Étienne Célestin Enoch, né à Hénin le 22 novembre 1742, évêque de Rennes.